# NGC 1407
NGC 1407 est une vaste galaxie elliptique située dans la constellation de l'Éridan. NGC 1407 a été découverte par l'astronome germano-britannique William Herschel en 1785.

## Caractéristiques

### Distance
Sa vitesse par rapport au fond diffus cosmologique est de 1 657 ± 12 km/s, ce qui correspond à une distance de Hubble de 24,4 ± 1,7 Mpc (∼79,6 millions d'al). 
À ce jour, 28 mesures non basées sur le décalage vers le rouge (redshift) donnent une distance de 24,050 ± 8,169 Mpc (∼78,4 millions d'al), ce qui est à l'intérieur des valeurs de la distance de Hubble.

### Morphologie
NGC 1407 a été utilisée par Gérard de Vaucouleurs comme une galaxie de type morphologique E0 dans son atlas des galaxies,.

## Amas de l'Éridan
NGC 1407 est une galaxie de l'amas de l'Éridan.

## Trou noir supermassif
Selon une étude publiée en 2012 qui est basée sur la dispersion des vitesses de ses amas globulaires, NGC 1407 renferme un trou noir supermassif dont la masse est estimée à 1,12 ± 0,42 milliard {\displaystyle M_{\odot }}.

## Matière noire
La vitesse des amas globulaires dans le halo de NGC 1407 indique une fraction de son contenu en matière noire de (71 ± 6) % de sa masse à l'intérieur de cinq rayons effectifs.

## Groupe de NGC 1407
NGC 1407 est la galaxie la plus grosse et la plus brillante d'un groupe de galaxies qui porte son nom. Le groupe de NGC 1407 compte au moins 8 autres galaxies, soit IC 343, IC 346, NGC 1359 (?), NGC 1440, NGC 1452, ESO 548-44, ESO 548-47 et ESO 548-68. Notons que selon le site « Un atlas de l'Univers » de Richard Powell, la galaxie NGC 1359 fait partie du groupe qui porte son nom, le groupe de NGC 1359.